# Otto Renner
Otto Renner FRS (1883, Nuevo Ulm - 1960) fue un naturalista, genetista alemán. Siguiendo la obra de Erwin Baur, Renner estableció la teoría de la herencia maternal de los plastos como una teoría ampliamente aceptada de genética.
Renner trabajó con plantas del género Oenothera. En 1935 se convirtió en miembro correspondiente de la Academia Bávara de Ciencias. Y en 1949, un miembro de pleno derecho de la Asociación de Académicos.
De 1933 a 1943 fue editor de la revista Flora Silvestres, de 1947 a 1956 de Planta, de 1949 a 1955 editó el "Fortschritte der Botanik (Progreso de la botánica)".
Renner llevó a cabo viajes de investigación a Argelia, en 1914; y a Java, entre 1930 a 1931.

## Algunas publicaciones
- (1906) Beiträge zur Anatomie und Systematik der Artocarpeen und Conocephaleen insbesondere der Gattung Ficus. Leipzig: Engelmann. Reimprimió Kessinger Publishing, LLC, 2010, 138 pp. ISBN 1-167-76420-X
- (1934) Die pflanzlichen Plastiden als selbständige Elemente der genetischen Konstitution. Leipzig: Hirzel
- (1929) Artbastarde bei Pflanzen. Berlín: Gebr. Bornträger
- (1925) Untersuchungen über die faktorielle Konstitution einiger komplexheterozygotischer Oenotheren. Leipzig: Gebr. Borntraeger
- (1929) Handbuch der Vererbungswissenschaft, vol. 2, A; Artbastarde bei Pflanzen
- (1958) Über den Erbgang des Cruciata-Merkmals der Oenotheren: 8. Verbindungen der Oenothera atrovirens, und Rückblick
- (1961) William Bateson und Carl Correns. Sitzungsberichte Der Heidelberger Akademie Der Wissenschafte. Editor Springer[-Verlag], 23 pp. ISBN 3-540-02749-1

- La abreviatura «Renner» se emplea para indicar a Otto Renner como autoridad en la descripción y clasificación científica de los vegetales.[4]